# (727) Nipponia
(727) Nipponia és un asteroide pertanyent al cinturó d'asteroides descobert l'11 de febrer de 1912 per Adam Massinger des de l'Observatori de Heidelberg-Königstuhl, Alemanya.
Està nomenat per transliteració llatina de la paraula per al Japó, país de l'est d'Àsia.

## Circumstàncies del descobriment
Nipponia va ser fotografiat prèviament per Shin Hirayama el 3 de març de 1900. No obstant això, no es va poder determinar l'òrbita que seguia. Després del redescubrimiento, Massinger va cedir l'honor d'anomenar l'asteroide a Hirayama.